# Thợ xăm
Thợ xăm là một cá nhân theo đuổi nghề nghiệp tạo hình xăm vĩnh viễn, thường trong một doanh nghiệp thành lập gọi là "cửa hàng xăm" hay "cửa hiệu xăm mình". Các nghệ sĩ xăm hình thường học nghề của họ thông qua học việc dưới sự hướng dẫn của một người cố vấn được đào tạo và có kinh nghiệm.